# World Misanthropy
Albums de Dimmu Borgir
Alive In Torment
(2002) Death Cult Armageddon
(2003)
World Misanthropy DVD est un double DVD live du groupe de black metal symphonique  norvégien Dimmu Borgir. Il s'agit de la version limitée du World Misanthopy CD.
Ce live est paru le 28 mai 2002 sous le label Nuclear Blast Records.
Il est composé de deux DVD et d'un CD (qui constitue le World Misanthopy CD).

## Composition
- Shagrath - Chant
- Silenoz - Guitare
- Galder - Guitare
- Nicholas Barker - Batterie
- ICS Vortex - Basse
- Mustis - Claviers

## Liste des morceaux

### DVD 1
| 1. | Blessings Upon the Throne of Tyranny | Wacken 2001    | 5:22 |
| 2. | The Blazing Monoliths of Defiance    | Stuttgart 2001 | 4:44 |
| 3. | Indoctrination                       | Waken 2001     | 6:10 |
| 4. | The Insight and the Catharsis        | Stuttgart 2001 | 7:08 |
| 5. | Puritania                            | Waken 2001     | 3:06 |
| 6. | Tormentor of Christian Souls         | Stuttgart 2001 | 5:30 |
| 7. | Kings of the Carnival Creation       | Waken 2001     | 7:57 |
| 8. | The Maelstrom Mephisto               | Stuttgart 2001 | 4:45 |

Chaque titre est suivi d'une courte vidéo de coulisses (Backstage Footage And Home Videos).
| 1. | Tormentor of Christian Souls      | 5:30 |
| 2. | The Blazing Monoliths of Defiance | 4:44 |
| 3. | Tthe Insight and the Catharsis    | 7:08 |
| 4. | The Maelstrom Mephisto            | 4:45 |

| 1. | Blessings Upon the Throne of Tyranny | 5:22 |
| 2. | Kings of the Carnival Creation       | 7:57 |
| 3. | Puritania                            | 3:06 |
| 4. | Indoctrination                       | 6:10 |

### DVD 2
| 1. | Stormblast                                  | 4:34 |
| 2. | Entrance                                    | 4:17 |
| 3. | Hunnerkongens Sorgsvarte Ferd Over Steppene | 2:57 |

| 1. | Cette section est vide, insuffisamment détaillée ou incomplète. Votre aide est la bienvenue ! Comment faire ? |  |

| 1. | Alt Lys Er Svunnet Hen    | 1995 | 4:38 |
| 2. | Spellbound (By the Devil) | 1997 | 4:05 |
| 3. | Arcane Lifeforce Mysteria | 1999 | 6:58 |
| 4. | Puritania                 | 2001 | 3:06 |

Photogalleries
1. Official Press Pictures
2. Live Pictures
3. Backstage & Friends
4. P.E.M. Orchestra Studio Session
5. Aviable Dimmu Borgir Merchandise

### CD
| 1. | Masses for the New Messiah | 5:11 |
| 2. | Devil's Path               | 6:05 |

| 3. | Blessings upon the Throne of Tyranny | 5:22 |
| 4. | Kings of the Carnival Creation       | 7:57 |
| 5. | Puritania                            | 3:06 |
| 6. | IndoctriNation                       | 6:10 |

Computer Download Section
Screensaver, Wallpapers, Winamp Skins, PC Thems